# Prêtres du Calvaire
 (septembre 2024).
Les Prêtres du Calvaire sont une congrégation fondée par le Père Charpentier, en 1634, sur le mont Valérien, à Suresnes, près de Saint-Cloud. La congrégation avait lieu dans la chapelle, dans la nuit du jeudi au vendredi saint, et était un pèlerinage très fréquenté, que des désordres graves firent interdire en 1697. La congrégation fut supprimée avec toutes les autres en 1791.
La congrégation eut pour second supérieur Jean-Pierre Cotelle de La Blandinière.